# Szabadegyháza
Szabadegyháza (1948-ig: Szolgaegyháza) község Fejér vármegyében, a Gárdonyi járásban.

## Fekvése
A Közép-Mezőföldön, a Duna és Sárvíz között, a Velencei-tótól délre fekszik. 
A közvetlenül határos települések: észak felől Zichyújfalu, északkelet felől Pusztaszabolcs, délkelet felől Perkáta, délnyugat felől Sárosd, északnyugat felől pedig Seregélyes.
Legfontosabb közúti megközelítési útvonala a Székesfehérvár és Dunaújváros közötti 62-es főút, mely áthalad a közigazgatási területén, de a lakott területeit elkerüli. Belterülete északi részét érinti az Adony-Káloz közti 6209-es út, központjába pedig az abból leágazó 62 114-es út vezet.
Érinti a községet a Budapest–Pécs-vasútvonal is, amelynek egy megállási pontja van itt: Szabadegyháza vasútállomás a belterület északnyugati széle és a 62-es főút felüljárója között helyezkedik el, közúti elérését a főút régebbi, már (62 140-es számozással) alsóbbrendű úttá visszasorolt nyomvonalának szintbeli vasúti keresztezésétől kiágazó önkormányzati út (települési nevén István út) biztosítja.

## Története

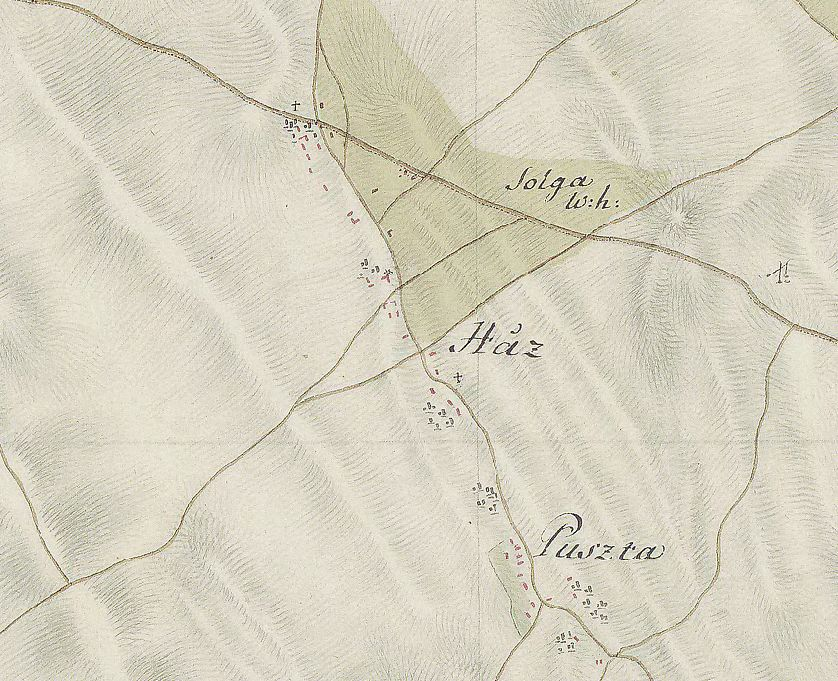
Szabadegyháza az 1780–1784 között készített jozefiniánus topográfiai térképen.

A vidék nem volt ismeretlen a rómaiak előtt. Valahol a környéken futott az Intercisa (Dunaújváros) – Gorsium (Tác) útvonal. Római jelenlétre utalnak a régészeti feltárások: sír fedőlapja, kerámiatörmelékek, bronz fibulák, érmék kerültek elő a környéken. 1956-ban két avar kori sírra bukkantak a szeszgyár szennyvíztárolójának bővítésekor. Ismert volt a térség honfoglalóink előtt is. 1965-ben feltárták egy honfoglaláskori harcos sírját is.

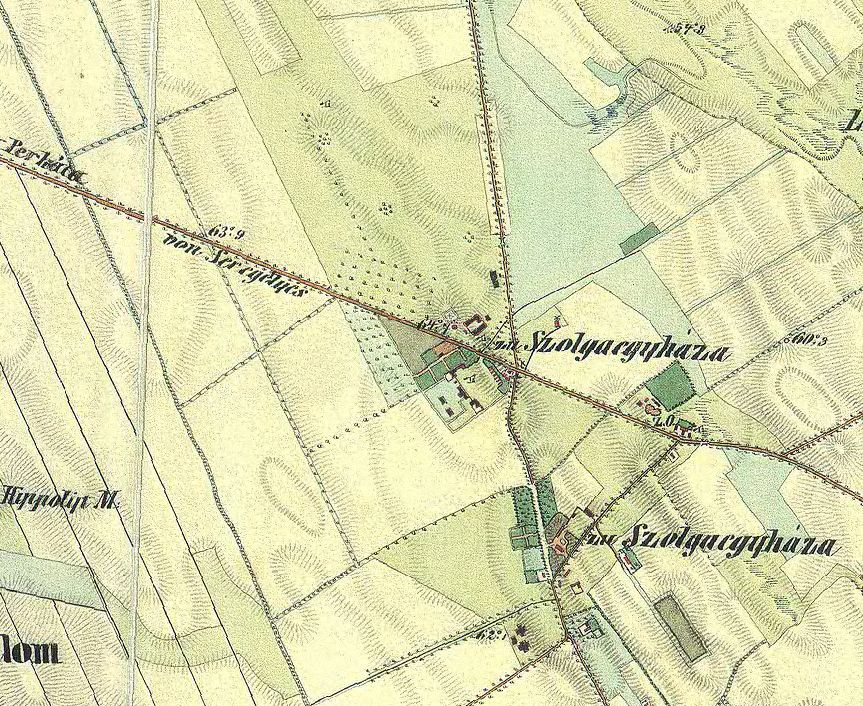
Szabadegyháza az 1806–1869 között készített franciskánus topográfiai térképen.

A Szolgaegyháza községnév írásban először 1659. év november 20-án kelt adománylevélben fordult elő. Ez az adománylevél már a falu tulajdonosait is megnevezi:
I. Lipót Börgönd, Novaj, Sárosd, Saág, Bonczabelke nevű birtokokkal együtt Szolga-Egyházát is Bossányi Gábornak, Eölbey Mártonnak és Szeghy Mihálynak adományozta.
A község többször is gazdát cserélt, utolsó birtokosa a Nedeczky-Griebsch család volt.

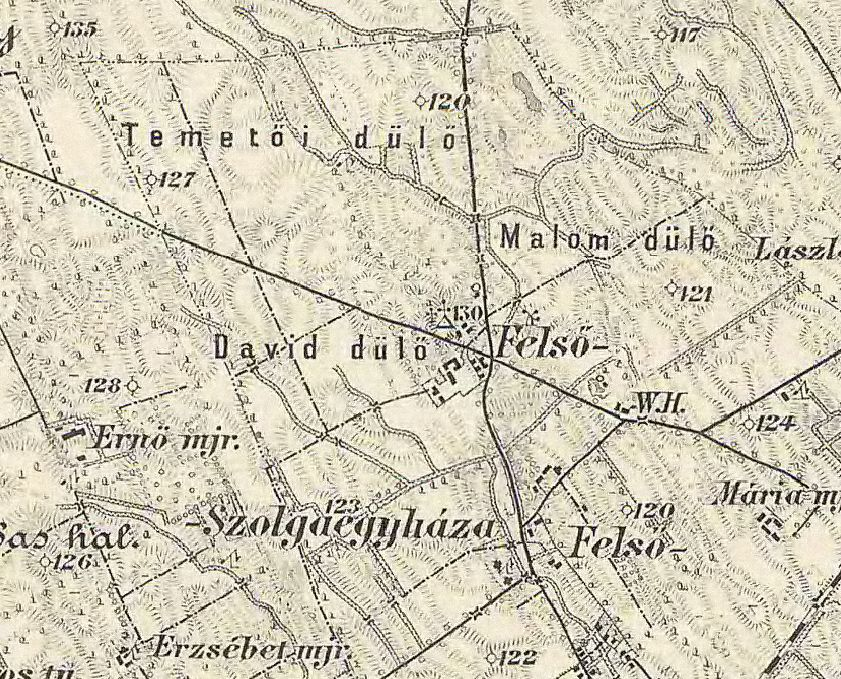
Szabadegyháza az 1872–1884 között készített ferencjózsefi topográfiai térképen.

Az 1848–49-es forradalom és szabadságharcban jelentéktelen szerepet játszott. A falu birtokosai 1848. október 4-7. között élelmet küldtek a magyar táborba: 205 birkát, 181 kenyeret.
A lakosság száma az 1800-as években kezdett növekedni 1830-ban 491 fő volt. 1857-ben 689. A többség zsellér volt, nehéz körülmények között tengette életét. 1910-ben a lakosok száma már 1111 fő volt. Közigazgatásilag Sárosdhoz tartozott 133 ház volt a községben, 36 a tanyákon. Mivel a házak többnyire nincstelen zsellérek tulajdonát képezték, ezek beosztása, bútorzata nagyon egyszerű, szegényes volt.
Az I. világháború idején 215 férfit hívtak be katonai szolgálatra, közülük 8-an lelték halálukat valamely fronton. A II. világháború idején szinte minden családból harcolt a fronton fiatal. Szerencsére harcok a község területén nem folytak. A Szeszgyárat azonban, amelyet hadiüzemnek tekintettek, a németek 1945. február 2-án felrobbantották.
Szolgaegyháza önálló községgé 1926-ban alakult. Mai közigazgatási területét 1929-ben nyerte el. A község 1948-ban új nevet kapott. A Belügyminisztérium 181.321/1948 sz. rendeletével 1948. június 1-jétől Szabadegyháza lett.
2018. augusztus 10-én adták át a 62-es főút Szabadegyháza-Ipartelepet elkerülő szakaszát.
Területéhez tartozik Vastaghalompuszta, Középpuszta és a jelenleg lakatlan külterületnek számító, a település központjától mintegy 4 kilométerre fekvő Barátlakáspuszta.

### Településrészei
Szabadegyháza területéhez tartoznak a következő településrészek:
- Barátlakáspuszta egy lakatlan település Szabadegyháza centrumától 4,5 kilométerre, délkeleti irányban. 2011-es adatok szerint Barátlakáspuszta lakónépessége 0 fő, a lakások száma 1.[7]
- Felsőpuszta: Szabadegyháza centrumától 2,5 kilométerre fekszik, északnyugati irányban. 2011-es adatok szerint lakónépessége 1 fő, a lakások száma 1.[7] Felsőpusztán egy régi temető található.[8]
- Hippolytpuszta (vagy Hippolitpuszta) Szabadegyházától 6 kilométerre fekszik, a 6212-es út mellett. Hippolytpusztát 1 lakás alkotja, lakónépessége pedig 2 fő.[9] Hippolytpusztán egy  magtár található.[8]
- Istvántanya Szabadegyháza centrumától 1,9 kilométerre fekszik. 2011-es adatok szerint Istvántanya lakónépessége 5 fő, a lakások száma 2.[10]
- Kajdytanya Szabadegyháza centrumától 4 kilométerre fekszik, keleti irányban. 2011-es adatok szerint Kajdytanya lakónépessége 4 fő, a lakások száma 1.[10]
- Kisbarátpuszta egy lakatlan település. Szabadegyháza centrumától 5 kilométerre fekszik, dél-délkeleti irányban. 2011-es adatok szerint Kisbarátpuszta lakónépessége 0 fő, a lakások száma 1.[10]
- Középpuszta Szabadegyháza centrumától 2 kilométerre fekszik, északnyugati irányban. 2011-es adatok szerint Középpuszta lakónépessége 4 fő, a lakások száma 1.[10] A Her-csi-hús Kft. és a Fáma Farm Kft. európai uniós támogatással brojlercsirkéket előállító baromfitelepet hozott létre Középpusztán.[11]
- Vastaghalompuszta Szabadegyháza centrumától 3 kilométerre fekszik, keleti irányban. 2011-es adatok szerint Vastaghalompuszta lakónépessége 15 fő, a lakások száma 5.[12] Itt áll a Falthum-kúria[13]

## Közélete

### Polgármesterei
| Polgármester | Polgármester         | Polgármester | Megjegyzés                             |
| ------------ | -------------------- | ------------ | -------------------------------------- |
| 1990–1994    | Schmitsek József     | független    |                                        |
| 1994–1998    | Schmitsek József     | független    |                                        |
| 1998–2002    | Schmitsek József     | független    |                                        |
| 2002–2006    | Schmitsek József     | MSZP         |                                        |
| 2006–2010    | Schmitsek József     | MSZP         |                                        |
| 2010–2014    | Schmitsek József     | független    |                                        |
| 2014–2016    | Egriné Ambrus Andrea | független    | a képviselő-testület feloszlatta magát |
| 2016–2019    | Egriné Ambrus Andrea | független    | Időközi választás 2016. július 17.     |
| 2019–2023    | Egriné Ambrus Andrea | független    | a képviselő-testület feloszlatta magát |
| 2023–2024    | Csanádi Zoltán       | független    | Időközi választás 2023. február 19.    |
| 2024–        | Csanádi Zoltán       | független    |                                        |

A településen 2016. július 17-én azért kellett időközi választást tartani, mert ugyanazon év március 25-én a helyi képviselő-testület föloszlatta önmagát.

## Népesség
A település népességének változása:
| Lakosok száma | 2142 | 2115 | 2085 | 1928 | 1956 | 1987 | 2002 |
|               | 2013 | 2014 | 2015 | 2021 | 2022 | 2023 | 2024 |

A 2011-es népszámlálás során a lakosok 79,9%-a magyarnak, 0,9% cigánynak mondta magát (20,1% nem nyilatkozott; a kettős identitások miatt a végösszeg nagyobb lehet 100%-nál). A vallási megoszlás a következő volt: római katolikus 35%, református 6%, evangélikus 0,3%, görögkatolikus 0,3%, felekezeten kívüli 22,8% (34,6% nem nyilatkozott).
2022-ben a lakosság 92,2%-a vallotta magát magyarnak, 0,3% németnek, 0,3% cigánynak, 0,2% románnak, 0,2% ukránnak, 0,1-0,1% örménynek és bolgárnak, 2% egyéb, nem hazai nemzetiségűnek (7,7% nem nyilatkozott; a kettős identitások miatt a végösszeg nagyobb lehet 100%-nál). Vallásuk szerint 23,7% volt római katolikus, 5,8% református, 0,2% evangélikus, 0,2% görög katolikus, 0,1% ortodox, 2% egyéb keresztény, 3,2% egyéb katolikus, 23,4% felekezeten kívüli (41,3% nem válaszolt).

## Nevezetességei
- Szabadegyháza Község Arborétuma

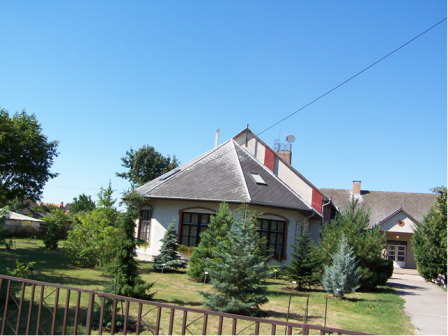
Arborétum

- Itt működik Európa legjelentősebb kukoricafeldolgozó vállalata, a Hungrana Keményítő- és Izocukorgyártó és Forgalmazó Kft. A szabadegyházi gyárat melasz alapon működő alkoholüzemként alapították 1912-ben, majd később, a kukorica feldolgozó vonal elindítását követően az izocukorgyártás is elkezdődött 1981-ben. A privatizációt követően az állami tulajdonú Szabadegyházi Szeszipari Vállalat értékesítésével jött létre a Hungrana Kft., ahol naponta 3500 tonna magyar kukoricát dolgoznak fel.[28] Az üzem az izocukor mellett bioetanolt is készít, illetve ezen kívül biomassza elégetésével villamosenergiát termel.[29]

## Testvértelepülései
- Thiverny, Franciaország
- Korond, Románia